# Fahrzeugbau Hurst
Fahrzeugbau Hurst war ein deutscher Hersteller von Automobilen.

## Unternehmensgeschichte
Das Unternehmen Fahrzeugbau Hurst von Arthur Friedrich Hurst aus Stuttgart begann 1946 mit der Produktion von Automobilen. Ab Sommer 1949 erfolgte die Produktion in Stuttgart-Untertürkheim. Anfang 1950 wurde die Fahrzeugfertigung eingestellt.

## Fahrzeuge

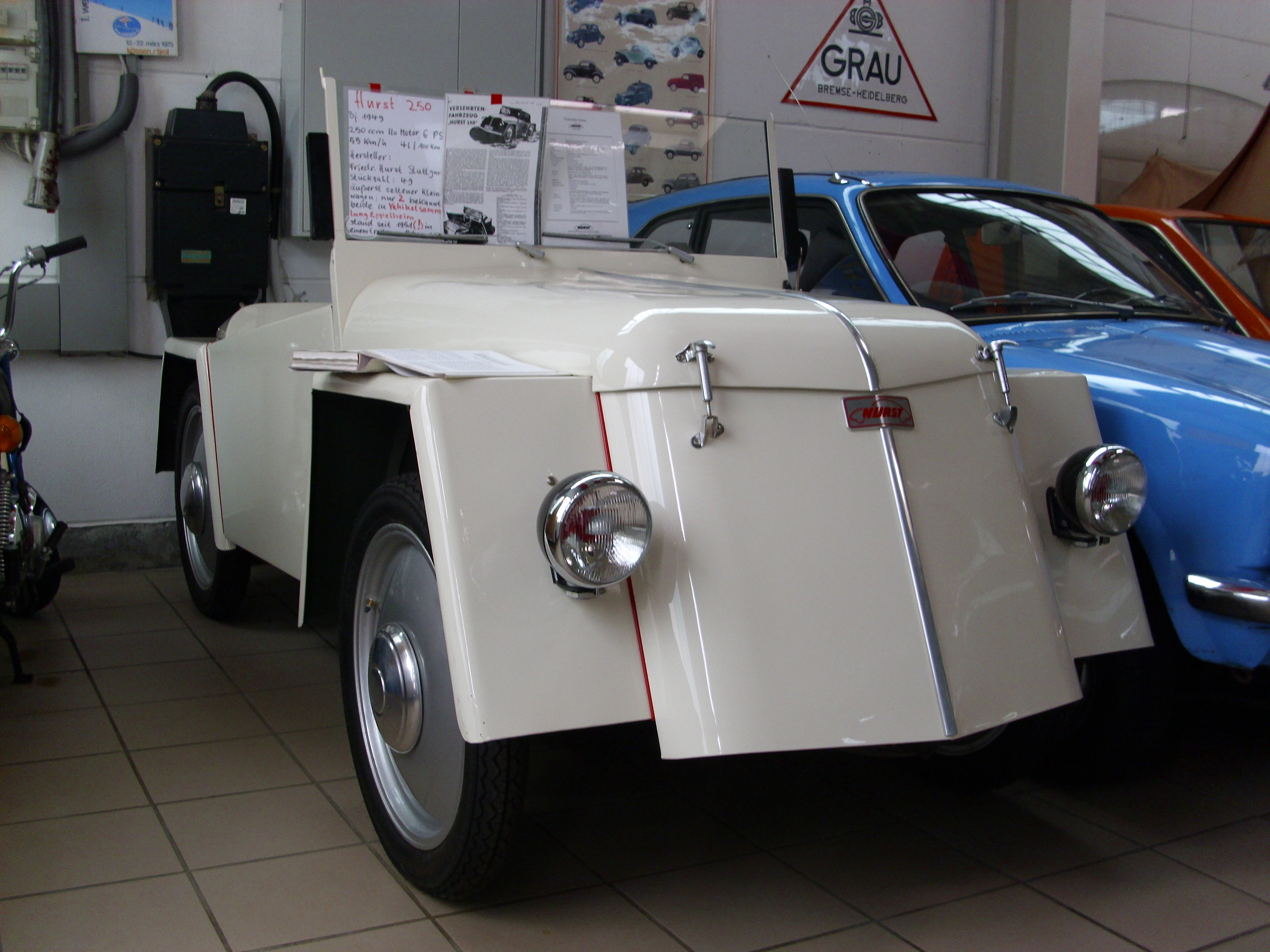
Hurst 250 von 1949

Ende 1946 entstand der erste Prototyp eines Kleinstwagens speziell für Körperbehinderte. Daher befanden sich fast alle Bedienelemente am Lenker. Es war ein vierrädriger Roadster mit Verdeck, der Platz für zwei Personen bot. Der Motor mit zunächst 100 cm³ Hubraum und 2 PS kam von NSU, war im Heck montiert und trieb das linke Hinterrad an.
Darauf folgten drei Versuchswagen mit Einzylinder-Zweitaktmotor von ILO mit 250 cm³ Hubraum und 6 PS Leistung. Im Sommer 1948 erschien die endgültige Version, Hurst 250 genannt, die ab Januar 1949 in Kleinserie produziert wurde.

## Lizenzfertigung
Zwischen April 1949 und Herbst 1949 produzierte ein Lizenznehmer aus Mannheim weitere Fahrzeuge.

## Stückzahlen
Vom Hurst 100 wurde 1946 nur ein Fahrzeug gefertigt. Von der ersten Ausführung des Hurst 250 entstanden 1948 drei Fahrzeuge. Die zweite Ausführung brachte es auf 17 Fahrzeuge aus Stuttgart und 32 Fahrzeuge aus Mannheim.

## Erhaltene Fahrzeuge
Zwei Fahrzeuge sind erhalten geblieben und in der Vehikelsammlung Eppelheim in Eppelheim zu besichtigen. Der hier abgebildete restaurierte ist einer von 17 von Friedrich Hurst in Stuttgart gefertigten. Weitere 32 entstanden in Mannheim bei Apparatebau Dr. Steinmann. Aus dieser Fertigung stammt der zweite bisher bekannte Hurst 250 in der Vehikelsammlung Eppelheim. Er stand seit 1951 aufgebockt in einer trockenen Garage, ist im Originalzustand. Der erste sogenannte Pappebrief ist noch vorhanden.